# All Alone
All Alone — серия порнографических фильмов, посвящённых женской мастурбации. В серию входят четыре фильма, снятые режиссёром Майком Кузаром и выпущенные с 2006 по 2008 год студией Third Degree Films.

## Содержание
Серия состоит из четырёх трёхчасовых фильмов: All Alone (2006), All Alone 2 (2007), All Alone 3 (2008) и All Alone 4 (2008), каждый из которых содержит около 20 отдельных сцен.

## Отзывы и награды
Фильм All Alone 4 завоевал наград AVN Award в 2010 года за «Лучший сольный релиз». До этого Дженна Хейз номинировалась на AVN Award 2008 за «Лучшую сольную сексуальную сцену» в фильме All Alone, а Селеста Стар за фильм All Alone 2. All Alone 2 также номинировался в категории «Лучший сольный релиз».
Фильмы получили в основном положительные отзывы. XCritic рекомендовал к просмотру первый фильм серии, описав его «определённо интересное шоу для просмотра», в то же время критики AVN отметили, что фильм «имеет тенденцию к монотонности более трёх часов». Обозреватель Adult DVD Talk написал, что All Alone 2 обязателен к просмотру для мужчин, интересующихся женской мастурбацией, однако отметил, что «смотрел более хорошие и естественные сольные сцены и, что он чувствовал недостаточно сексуального влечения в действии». RogReviews назвал All Alone 3 «огромным усилием в соло». AVN похвалили Кузара за хороший подбор девушек в третьем фильме, написав «здесь определённо есть что-то на любой вкус». Adult DVD Talk назвали All Alone 4 «превосходный DVD с сольными сценами девушек, которыми вы будете довольны». AVN описали четвёртую картину как «со вкусом и элегантно, но в то же время грязно и пронизывающе».
В 2007 году AVN отметили, что серия «быстро стала эталоном в этом жанре».

## Сравнения
Дон Хьюстон из XCritic, что серия очень похожа на порнографический фильм, посвящённый мастурбации, студии Elegant Angel All By Myself и заметил, что в этой нише Third Degree и Elegant Angel являются конкурентами. Фильмы All By Myself также получали AVN Awards в категории «Лучший сольный релиз».
Обозреватель Adult DVD Talk утверждал, порнографический фильм All Natural Glamour Solos, выпущенный Girlfriends Films в 2011 году, не смог чем-то выделиться на фоне серий All Alone и Busty Solos, и пожаловался, что «Видео о мастурбация, как правило, неубедительны» и «символизируют все дешёвое и фальшивое в порно». Несмотря на такую критику All Natural Glamour Solos стал победителем AVN Award в категории «Лучший сольный релиз» в 2012 году.